# Oitme
Koordinaten: 58° 34′ N, 22° 43′ O
Oitme ist ein Dorf (estnisch küla) auf der größten estnischen Insel Saaremaa. Es gehört zur Landgemeinde Saaremaa (bis 2017: Landgemeinde Leisi) im Kreis Saare.
Das Dorf hat siebzehn Einwohner (Stand 31. Dezember 2011). Es liegt am Südufer der Triigi-Bucht (Triigi laht). Es liegt zwei Kilometer vom Fährhafen Triigi entfernt.